# Chaudes-Aigues
Chaudes-Aigues is een gemeente in het Franse departement Cantal in de regio Auvergne-Rhône-Alpes. De plaats maakt deel uit van het arrondissement Saint-Flour. Chaudes-Aigues telde op 1 januari 2022 814 inwoners.

## Geografie
De oppervlakte van Chaudes-Aigues bedroeg op 1 januari 2022 53,16 vierkante kilometer; de bevolkingsdichtheid was toen 15,3 inwoners per km².
De onderstaande kaart toont de ligging van Chaudes-Aigues met de belangrijkste infrastructuur en aangrenzende gemeenten.

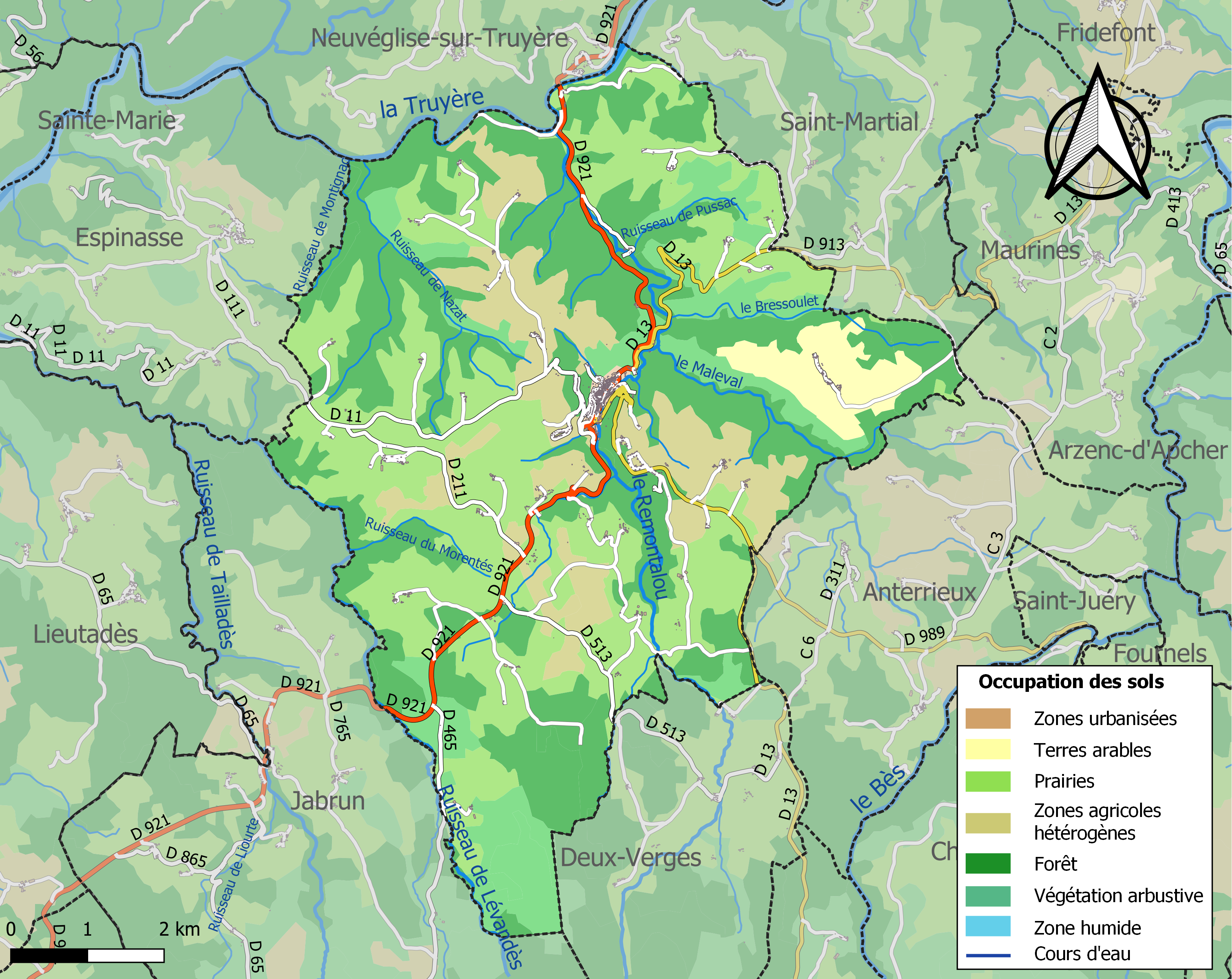

## Demografie
Onderstaande figuur toont het verloop van het inwonertal (bron: INSEE-tellingen).

Vanwege een beveiligingsprobleem met de MediaWiki Graph-software is het momenteel niet mogelijk deze grafiek weer te geven. Zodra de software is bijgewerkt zal de grafiek vanzelf weer zichtbaar worden.